# Rob Bauer
Pour les articles homonymes, voir Bauer.
Robert Peter « Rob » Bauer (né le 11 novembre 1962) est un amiral de la Marine royale néerlandaise, président du Comité militaire de l'OTAN de juin 2021 à janvier 2025. Il a précédemment été chef de la défense (en néerlandais : Commandant der Strijdkrachten) d'octobre 2017 à avril 2021, et vice-chef de la défense des forces armées des Pays-Bas du 1er septembre 2015 au 13 juillet 2017.

## Carrière dans la marine
Bauer est entré dans la Marine royale néerlandaise par le biais de l'Institut Royal de la Marine en 1981, jusqu'à sa nomination en tant que commandant de la marine en 1984. Il a également terminé le programme d'études stratégiques et générales avancées en 1998.
Il a commandé le HNLMS De Ruyter  (F804), une frégate de défense aérienne et de commandement de classe De Zeven Provinciën, de 2005 à 2007. Son commandement comprend aussi le déploiement opérationnel en Méditerranée, avec le Groupe maritime permanent 2 de l'OTAN, dans le cadre de la Force de réaction de l'OTAN (opération Active Endeavour). Il a été déployé à Bahreïn en 2006 en tant que Deputy Commander de la Force opérationnelle 150, dans le cadre de l'opération Enduring Freedom, et a également commandé le HNLMS Johan de Witt, un transport de chalands de débarquement, ou Landing Platform Dock (LPD), de 2010 à 2011.
Bauer a été promu au rang de commodore en 2011, et nommé Deputy Director of Plans for Operational Policy and Innovation, se concentrant sur les futurs domaines de la défense des Pays-Bas. En 2012, il est promu contre-amiral et nommé Director of Plans. Il a également été membre du Conseil pour la recherche et le développement de la défense, du Conseil national pour la cybersécurité et du Conseil des garde-côtes néerlandais, ainsi que président de la Defense Business Platform, et est devenu membre du conseil d'administration du Nationaal Comité 4 en 5 mei (comité national des 4 et 5 mai).
Bauer a été nommé vice-chef de la défense et promu vice-amiral le 22 septembre 2015. En juillet 2017, il a cédé son poste de vice-chef de la défense au lieutenant-général Martin Wijnen, afin de se préparer à son poste de chef de la défense. Il est devenu chef de la Défense le 5 octobre 2017, après la démission de Tom Middendorp puis de la ministre de la Défense Jeanine Hennis-Plasschaert, à la suite de la mort de deux soldats néerlandais dans un accident d'entraînement au Mali. Il a été promu lieutenant-amiral (le grade le plus élevé de la Marine royale néerlandaise, correspondant au code OF-9 de la classification de l'OTAN) le 5 octobre 2017.
Le 9 octobre 2020, Bauer a été élu par les divers chefs d'état-major du Comité militaire de l'OTAN en tant que nouveau président du Comité militaire de l'OTAN, le conseiller militaire principal du secrétaire général de l'OTAN, et le 25 juin 2021, a pris la suite de l'Air Chief Marshal sir Stuart Peach,.

## Décorations

### Décorations néerlandaises
- Commandeur de l'ordre d'Orange-Nassau
- Croix d'officier de l'opération Enduring Freedom
- Médaille du service de la marine royale
- Médaille commémorative des opérations de paix

### Décorations étrangères
- Grand officier de l'ordre de la Couronne (Belgique)
- Officier de la Légion d'honneur (France)
- Grand-croix de l'ordre du Mérite naval (Espagne)
- Grand-croix de l'ordre du Mérite  (Lituanie)
- Commandeur de l'ordre de Mérite du grand-duché de Luxembourg
- Médaille de l'OTAN
- Médaille du service de la défense (Norvège)

## Vie privée
Bauer vient d'une famille d'ingénieurs. Il est marié à Maaike Bauer, avec qui il a eu trois enfants.